# Eddie Stijkel
Eildert Geurt (Eddie) Stijkel (Arnhem, 17 november 1918 - Bilthoven, 1 oktober 1982) was een Nederlands econoom en staatssecretaris.
Stijkel, een liberale econoom, adviseerde in 1951 mr. Oud tevergeefs om over Nieuw-Guinea geen kabinetscrisis te maken zolang er zoveel belangrijker problemen om een oplossing vroegen. Hij was directeur-generaal van Euratom toen hij in 1959 staatssecretaris van Verkeer en Waterstaat werd in het kabinet-De Quay. In 1963 bracht hij, samen met de ministers Veldkamp en Visser, de Wet gevaarlijke stoffen tot stand, die regels bevat over het vervoer, de verpakking, de aflevering, het bewaren en het opruimen van gevaarlijke stoffen zoals chemicaliën, munitie, springstoffen en vuurwerk.
Na zijn tijd als staatssecretaris was Stijkel werkzaam in het bedrijfsleven en enige jaren de voorman van de Amsterdamse Kamer van Koophandel.
Hij werd in 1963 benoemd tot de Ridder in de Orde van de Nederlandse Leeuw.
- Biografisch Portaal: 55595083
- Parlement.com: vg09llio1gvp